# Rhynchosia ferruginea
Rhynchosia ferruginea är en ärtväxtart som beskrevs av Achille Richard. Rhynchosia ferruginea ingår i släktet Rhynchosia och familjen ärtväxter. Inga underarter finns listade i Catalogue of Life.